# Noitamina

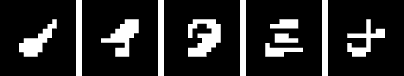
Logo bloku programowego noitaminA

Noitamina (jap. ノイタミナ, zapis stylizowany noitaminA, anagram słowa „Animation”) – blok programowy japońskiej stacji Fuji TV, poświęcony anime. Został uruchomiony z zamiarem poszerzenia docelowej widowni poza młodych mężczyzn.

## Historia
Blok rozpoczął nadawanie w kwietniu 2005 i emitował seriale w każdy piątek nocą w godzinach 00:45–01:15, jednakże w 2010 roku został rozszerzony do pełnej godziny (00:45–01:45). W kwietniu 2015 został ponownie skrócony do pół godziny, aby stworzyć miejsce na emisję pięciu filmów animowanych wyprodukowanych przez noitaminA. Do tej pory jedynym serialem nieanimowanym wyemitowanym w bloku była adaptacja live action mangi Moyashimon z 2010 roku.
15 kwietnia 2010 stacja Fuji TV i firma Funimation ogłosiły zawarcie umowy, pozwalającej Funimation na transmisję seriali w Ameryce Północnej w przeciągu godziny od ich emisji w Japonii. Umowa została przeniesiona na Aniplex of America po przejęciu Funimation w 2017 roku przez Sony, właściciela Aniplex.
17 marca 2016 Fuji TV podpisało umowę z Amazonem, dotyczącą prawa do transmisji na wyłączność serii z bloku za pośrednictwem usługi Amazon Prime Video.

## Seriale anime
| №  | Tytuł                                   | Godzina emisji       | Początek emisji                                 | Koniec emisji                               | Liczba odcinków  | Studio                               | Uwagi                                                        | Przypisy             |
| -- | --------------------------------------- | -------------------- | ----------------------------------------------- | ------------------------------------------- | ---------------- | ------------------------------------ | ------------------------------------------------------------ | -------------------- |
| 1  | Honey and Clover                        | 0:35                 | 14 kwietnia 2005                                | 26 września 2005                            | 24               | J.C.Staff                            | Na podstawie mangi autorstwa Chiki Umino.                    | [ 7 ]                |
| 2  | Paradise Kiss                           | 0:35                 | 13 października 2005                            | 29 grudnia 2005                             | 12               | Madhouse                             | Na podstawie mangi autorstwa Ai Yazawy.                      | [ 8 ]                |
| 3  | Ayakashi: Japanese Classic Horror       | 0:35                 | 13 stycznia 2006                                | 24 marca 2006                               | 11               | Toei Animation                       | Na podstawie klasycznych japońskich baśni.                   | [ 9 ]                |
| 4  | Jū ō sei                                | 0:45                 | 13 kwietnia 2006                                | 22 czerwca 2006                             | 11               | Bones                                | Na podstawie mangi autorstwa Natsumi Itsuki.                 | [ 10 ]               |
| 5  | Honey and Clover II                     | 0:45                 | 29 czerwca 2006                                 | 14 września 2006                            | 12               | J.C.Staff                            | Sequel Hachimitsu to Clover.                                 | [ 11 ]               |
| 6  | Hataraki Man                            | 0:45                 | 12 października 2006                            | 21 grudnia 2006                             | 11               | Gallop                               | Na podstawie mangi autorstwa Moyoco Anno.                    | [ 12 ]               |
| 7  | Nodame Cantabile                        | 0:45                 | 11 stycznia 2007                                | 28 czerwca 2007                             | 23               | J.C.Staff                            | Na podstawie mangi autorstwa Tomoko Ninomiyi.                | [ 13 ]               |
| 8  | Mononoke                                | 0:45                 | 12 lipca 2007                                   | 27 września 2007                            | 12               | Toei Animation                       | Spin-off Ayakashi.                                           | [ 14 ]               |
| 9  | Moyasimon                               | 0:45                 | 12 października 2007                            | 21 grudnia 2007                             | 11               | Shirogumi Telecom Animation Film     | Na podstawie mangi autorstwa Masayukiego Ishikawy.           | [ 15 ]               |
| 10 | Hakaba Kitarō                           | 0:45                 | 10 stycznia 2008                                | 20 marca 2008                               | 11               | Toei Animation                       | Na podstawie mangi autorstwa Shigeru Mizukiego.              | [ 16 ]               |
| 11 | Toshokan sensō                          | 0:45                 | 10 kwietnia 2008                                | 26 czerwca 2008                             | 12               | Production I.G                       | Na podstawie light novel autorstwa Hiro Arikawy.             | [ 17 ]               |
| 12 | Seiyō kottō yōgashiten                  | 0:45                 | 3 lipca 2008                                    | 18 września 2008                            | 12               | Nippon Animation Shirogumi           | Na podstawie mangi autorstwa Fumi Yoshinagi.                 | [ 18 ]               |
| 13 | Nodame Cantabile: Paris-hen             | 0:45                 | 9 października 2008                             | 18 grudnia 2008                             | 11               | J.C.Staff                            | Sequel Nodame Cantabile.                                     | [ 19 ]               |
| 14 | Genji monogatari sennenki               | 0:45                 | 15 stycznia 2009                                | 26 marca 2009                               | 11               | TMS Entertainment Tezuka Productions | Adaptacja Opowieści o Genjim.                                | [ 20 ]               |
| 15 | Higashi no Eden                         | 0:45                 | 9 kwietnia 2009                                 | 18 czerwca 2009                             | 11               | Production I.G                       | Własna twórczość.                                            | [ 21 ]               |
| 16 | Tokyo Magnitude 8.0                     | 0:45                 | 9 lipca 2009                                    | 17 września 2009                            | 11               | Bones Kinema Citrus                  | Własna twórczość.                                            | [ 22 ]               |
| 17 | Kūchū buranko                           | 0:45                 | 15 października 2009                            | 24 grudnia 2009                             | 11               | Toei Animation                       | Na podstawie serii krótkich opowiadań autorstwa Hideo Okudy. | [ 23 ]               |
| 18 | Nodame Cantabile: Finale                | 0:45                 | 14 stycznia 2010                                | 25 marca 2010                               | 11               | J.C.Staff                            | Sequel Nodame Cantabile: Paris-hen.                          | [ 24 ]               |
| 19 | Saraiya goyō                            | 0:45                 | 15 kwietnia 2010                                | 1 lipca 2010                                | 12               | Manglobe                             | Na podstawie mangi autorstwa Natsume Ono.                    | [ 2 ] [ 25 ]         |
| 20 | Yojōhan shinwa taikei                   | 1:15 0:55 (reemisja) | 22 kwietnia 2010 8 kwietnia 2022 (reemisja)     | 1 lipca 2010 24 czerwca 2022 (reemisja)     | 11 12 (reemisja) | Madhouse                             | Na podstawie powieści autorstwa Tomihiko Morimi.             | [ 2 ] [ 26 ]         |
| 21 | Moyashimon (live action)                | 0:45                 | 8 lipca 2010                                    | 16 września                                 | 11               | Shirogumi                            | Adaptacja live action Moyashimon.                            | [ 2 ] [ 4 ]          |
| 22 | Shiki                                   | 1:15                 | 8 lipca 2010                                    | 30 grudnia 2010                             | 22               | Daume                                | Na podstawie powieści autorstwa Fuyumi Ono.                  | [ 2 ] [ 27 ] [ 28 ]  |
| 23 | Kuragehime                              | 0:45                 | 14 października 2010                            | 30 grudnia 2010                             | 11               | Brain’s Base                         | Na podstawie mangi autorstwa Akiko Higashimury.              | [ 2 ] [ 29 ]         |
| 24 | Fractale                                | 0:45                 | 13 stycznia 2011                                | 31 marca 2011                               | 11               | A-1 Pictures Ordet                   | Własna twórczość.                                            | [ 30 ]               |
| 25 | Hōrō musuko                             | 1:15                 | 13 stycznia 2011                                | 31 marca 2011                               | 11               | AIC                                  | Na podstawie mangi autorstwa Yumi Unity.                     | [ 31 ]               |
| 26 | [C]                                     | 0:45                 | 14 kwietnia 2011                                | 23 czerwca 2011                             | 11               | Tatsunoko Production                 | Własna twórczość.                                            | [ 32 ] [ 33 ]        |
| 27 | Anohana: The Flower We Saw That Day     | 1:15                 | 14 kwietnia 2011 11 lipca 2013 (reemisja)       | 23 czerwca 2011 19 września 2013 (reemisja) | 11               | A-1 Pictures                         | Własna twórczość.                                            | [ 33 ]               |
| 28 | Usagi Drop                              | 0:45                 | 7 lipca 2011                                    | 15 września 2011                            | 11               | Production I.G                       | Na podstawie mangi autorstwa Yumi Unity.                     | [ 34 ] [ 35 ]        |
| 29 | No. 6                                   | 0:45                 | 7 lipca 2011                                    | 15 września 2011                            | 11               | Bones                                | Na podstawie powieści autorstwa Atsuko Asano.                | [ 34 ] [ 35 ] [ 36 ] |
| 30 | Un-Go                                   | 0:45                 | 13 października 2011                            | 22 grudnia 2011                             | 11               | Bones                                | Luźna adaptacja twórczości Ango Sakaguchiego.                | [ 37 ]               |
| 31 | Guilty Crown                            | 1:15                 | 13 października 2011                            | 22 marca 2012                               | 22               | Production I.G                       | Własna twórczość.                                            | [ 38 ]               |
| 32 | Thermae Romae                           | 0:45                 | 12 stycznia 2012                                | 26 stycznia 2012                            | 3                | DLE                                  | Na podstawie mangi autorstwa Mari Yamazaki.                  | [ 39 ]               |
| 33 | Black Rock Shooter                      | 0:45                 | 2 lutego 2012                                   | 22 marca 2012                               | 8                | Ordet Sanzigen                       | Powiązane z OVA Black Rock Shooter                           | [ 40 ]               |
| 34 | Wzgórze Apolla                          | 0:45                 | 12 kwietnia 2012                                | 28 czerwca 2012                             | 12               | MAPPA Tezuka Productions             | Na podstawie mangi autorstwa Yūki Kodamy.                    | [ 41 ]               |
| 35 | Tsuritama                               | 1:15 0:55 (reemisja) | 12 kwietnia 2012 24 kwietnia 2020 (reemisja)    | 28 czerwca 2012 3 lipca 2020 (reemisja)     | 12               | A-1 Pictures                         | Własna twórczość.                                            | [ 42 ] [ 43 ]        |
| 36 | Moyashimon Returns                      | 0:45                 | 5 lipca 2012                                    | 13 września 2012                            | 11               | Shirogumi Telecom Animation Film     | Sequel Moyashimon.                                           | [ 44 ]               |
| 37 | Natsuyuki Rendezvous                    | 1:15                 | 5 lipca 2012                                    | 13 września 2012                            | 11               | Doga Kobo                            | Na podstawie mangi autorstwa Haruki Kawachi.                 | [ 45 ]               |
| 38 | Psycho-Pass                             | 0:45 1:20 (reemisja) | 11 października 2012 10 lipca 2014 (reemisja)   | 21 marca 2013 25 września 2014 (reemisja)   | 22 (11 reemisja) | Production I.G                       | Własna twórczość.                                            | [ 46 ]               |
| 39 | Robotics;Notes                          | 1:15                 | 11 października 2012                            | 21 marca 2013                               | 22               | Production I.G                       | Na podstawie powieści wizualnej produkcji 5pb.               | [ 47 ]               |
| 40 | Katanagatari                            | 0:45                 | 11 kwietnia 2013                                | 27 czerwca 2013                             | 12               | White Fox                            | Na podstawie light novel autorstwa Nisio Isina.              | [ 48 ]               |
| 41 | Silver Spoon                            | 0:45                 | 11 lipca 2013                                   | 19 września 2013                            | 11               | A-1 Pictures                         | Na podstawie mangi autorstwa Hiromu Arakawy.                 | [ 49 ]               |
| 42 | Galilei Donna                           | 0:50                 | 10 października 2013                            | 19 grudnia 2013                             | 11               | A-1 Pictures                         | Własna twórczość.                                            | [ 50 ]               |
| 43 | Samurai Flamenco                        | 1:20                 | 10 października 2013                            | 27 marca 2014                               | 22               | Manglobe                             | Własna twórczość.                                            | [ 51 ]               |
| 44 | Silver Spoon 2                          | 0:50                 | 9 stycznia 2014                                 | 27 marca 2014                               | 11               | A-1 Pictures                         | Sequel Silver Spoon.                                         | [ 49 ]               |
| 45 | Ping Pong                               | 0:50                 | 10 kwietnia 2014                                | 19 czerwca 2014                             | 11               | Tatsunoko Production                 | Na podstawie mangi autorstwa Taiyō Matsumoto.                | [ 52 ]               |
| 46 | Ryūgajō Nanana no maizōkin              | 1:20                 | 10 kwietnia 2014                                | 19 czerwca 2014                             | 11               | A-1 Pictures                         | Na podstawie light novel autorstwa Kazumy Ōtorino.           | [ 53 ]               |
| 47 | Zagadkowi terroryści                    | 0:50                 | 10 lipca 2014                                   | 25 września 2014                            | 11               | MAPPA                                | Własna twórczość.                                            | [ 54 ]               |
| 48 | Psycho-Pass 2                           | 0:50                 | 9 października 2014                             | 18 grudnia 2014                             | 11               | Tatsunoko Production                 | Sequel Psycho-Pass.                                          | [ 55 ]               |
| 49 | Twoje kwietniowe kłamstwo               | 1:15                 | 9 października 2014                             | 19 marca 2015                               | 22               | A-1 Pictures                         | Na podstawie mangi autorstwa Naoshi Arakawy.                 | [ 56 ]               |
| 50 | Saenai Heroine no sodatekata            | 0:50                 | 8 stycznia 2015                                 | 26 marca 2015                               | 13               | A-1 Pictures                         | Na podstawie light novel autorstwa Fumiakiego Maruto.        | [ 57 ]               |
| 51 | Punch Line                              | 0:55                 | 9 kwietnia 2015                                 | 25 czerwca 2015                             | 12               | MAPPA                                | Własna twórczość.                                            | [ 58 ]               |
| 52 | Rampo Kitan: Game of Laplace            | 0:55                 | 2 lipca 2015                                    | 17 września 2015                            | 11               | Lerche                               | Na podstawie twórczości Ranpo Edogawy.                       | [ 59 ]               |
| 53 | Subete ga F ni naru                     | 0:55                 | 8 października 2015                             | 17 grudnia 2015                             | 11               | A-1 Pictures                         | Na podstawie powieści autorstwa Hiroshiego Moriego.          | [ 60 ]               |
| 54 | Miasto beze mnie                        | 0:55                 | 7 stycznia 2016                                 | 24 marca 2016                               | 12               | A-1 Pictures                         | Na podstawie mangi autorstwa Keia Sanbe.                     | [ 61 ]               |
| 55 | Kōtetsujō no kabaneri                   | 0:55                 | 7 kwietnia 2016                                 | 30 czerwca 2016                             | 12               | Wit Studio                           | Własna twórczość.                                            | [ 62 ]               |
| 56 | Battery                                 | 0:55                 | 14 lipca 2016                                   | 22 września 2016                            | 11               | Zero-G                               | Na podstawie powieści autorstwa Atsuko Asano.                | [ 63 ]               |
| 57 | Fune wo amu                             | 0:55                 | 13 października 2016                            | 23 grudnia 2016                             | 11               | Zexcs                                | Na podstawie powieści Shion Miury.                           | [ 64 ] [ 65 ]        |
| 58 | Kuzu no honkai                          | 0:55                 | 12 stycznia 2017                                | 30 marca 2017                               | 12               | Lerche                               | Na podstawie mangi autorstwa Mengo Yokoyari.                 | [ 66 ] [ 67 ]        |
| 59 | Saenai Heroine no sodatekata ♭          | 0:55                 | 13 kwietnia 2017                                | 23 czerwca 2017                             | 12               | A-1 Pictures                         | Sequel Saenai Heroine no sodatekata.                         | [ 68 ] [ 69 ]        |
| 60 | Dive!!                                  | 0:55                 | 6 lipca 2017                                    | 21 września 2017                            | 12               | Zero-G                               | Na podstawie powieści autorstwa Eto Mori.                    | [ 70 ]               |
| 61 | Inuyashiki                              | 0:55                 | 12 października 2017                            | 22 grudnia 2017                             | 11               | MAPPA                                | Na podstawie mangi autorstwa Hiroyi Oku.                     | [ 71 ]               |
| 62 | Po deszczu                              | 0:55                 | 12 stycznia 2018                                | 29 marca 2018                               | 12               | Wit Studio                           | Na podstawie mangi autorstwa Jun Mayuzuki.                   | [ 72 ]               |
| 63 | Wotakoi. Miłość jest trudna dla otaku   | 0:55                 | 12 kwietnia 2018                                | 22 czerwca 2018                             | 11               | A-1 Pictures                         | Na podstawie mangi autorstwa Fujity.                         | [ 73 ]               |
| 64 | Banana Fish                             | 0:55                 | 5 lipca 2018                                    | 20 grudnia 2018                             | 24               | MAPPA                                | Na podstawie mangi autorstwa Akimi Yoshidy.                  | [ 74 ]               |
| 65 | The Promised Neverland                  | 0:55                 | 11 stycznia 2019 9 października 2020 (reemisja) | 29 marca 2019 25 grudnia 2020 (reemisja)    | 12               | CloverWorks                          | Na podstawie mangi autorstwa Kaiu Shiraia i Posuki Demizu.   | [ 75 ]               |
| 66 | Sarazanmai                              | 0:55                 | 12 kwietnia 2019                                | 21 czerwca 2019                             | 11               | MAPPA Lapin Track                    | Własna twórczość.                                            | [ 76 ]               |
| 67 | Given                                   | 0:55                 | 12 lipca 2019                                   | 20 września 2019                            | 11               | Lerche                               | Na podstawie mangi autorstwa Natsuki Kizu.                   | [ 77 ]               |
| 68 | Psycho-Pass 3                           | 0:55                 | 25 października 2019                            | 13 grudnia 2019                             | 8                | Production I.G                       | Sequel Psycho-Pass 2.                                        | [ 78 ]               |
| 69 | Uchi Tama?! Uchi no Tama shirimasen ka? | 0:55                 | 10 stycznia 2020                                | 20 marca 2020                               | 11               | MAPPA Lapin Track                    | Na podstawie franczyzy produkcji Sony Creative Products Inc. | [ 79 ]               |
| 70 | Fugō keiji Balance: Unlimited           | 0:55                 | 10 kwietnia 2020                                | 25 września 2020                            | 11               | CloverWorks                          | Na podstawie powieści autorstwa Yasutaki Tsutsuia.           | [ 80 ]               |
| 71 | 2.43: Seiin Kōkō danshi Volley-bu       | 0:55                 | 8 stycznia 2021                                 | 26 marca 2021                               | 12               | David Production                     | Na podstawie light novel autorstwa Yukako Kabei.             | [ 81 ]               |
| 72 | The Promised Neverland 2                | 1:25                 | 8 stycznia 2021                                 | 26 marca 2021                               | 11               | CloverWorks                          | Sequel The Promised Neverland.                               | [ 82 ]               |
| 73 | Backflip!!                              | 0:55                 | 9 kwietnia 2021                                 | 25 czerwca 2021                             | 12               | Zexcs                                | Własna twórczość.                                            | [ 83 ]               |
| 74 | Heion sedai no idaten-tachi             | 0:55                 | 23 lipca 2021                                   | 1 października 2021                         | 11               | MAPPA                                | Na podstawie mangi autorstwa Amahary i Coolkyousinnjya.      | [ 84 ]               |
| 75 | Ōsama Ranking                           | 0:55                 | 15 października 2021                            | 25 marca 2022                               | 23               | Wit Studio                           | Na podstawie mangi autorstwa Sōsuke Tōky.                    | [ 85 ]               |
| 76 | Zew nocy                                | 0:55                 | 8 lipca 2022                                    | 30 września 2022                            | 13               | Liden Films                          | Na podstawie mangi autorstwa Kotoyamy.                       | [ 86 ]               |
| 77 | Urusei Yatsura                          | 0:55                 | 14 października 2022                            | 24 marca 2023                               | 23               | David Production                     | Na podstawie mangi autorstwa Rumiko Takahashi.               | [ 87 ]               |
| 78 | Ōsama Ranking: Yūki no takarabako       | 0:55                 | 13 kwietnia 2023                                | 16 czerwca 2023                             | 10               | Wit Studio                           | Historia poboczna Ōsama Ranking.                             | [ 88 ]               |
| 79 | Rurōni Kenshin                          | 0:55                 | 7 lipca 2023                                    | 15 grudnia 2023                             | 24               | Liden Films                          | Na podstawie mangi autorstwa Nobuhiro Watsukiego.            | [ 89 ]               |
| 80 | Urusei Yatsura 2                        | 0:55                 | 12 stycznia 2024                                | 21 czerwca 2024                             | 23               | David Production                     | Drugi sezon Urusei Yatsura.                                  | [ 90 ]               |